# Gyál felső megállóhely
Gyál felső megállóhely egy Pest vármegyei vasúti megállóhely Gyál városában, a helyi önkormányzat üzemeltetésében. A település északnyugati határszéle közelében létesült, közvetlenül a 4601-es út mellett, nem messze az út szintbeli vasúti keresztezésétől.

## Áthaladó vasútvonalak
- Budapest–Lajosmizse–Kecskemét-vasútvonal (142)

## Közúti megközelítése
A megállóhely közvetlenül a 4601-es út mellett található, közúti megközelítését az az út biztosítja.
Közösségi közlekedéssel az alábbi buszjáratokkal érhető el:
- 55, 89E, 94E, 294E

## Galéria

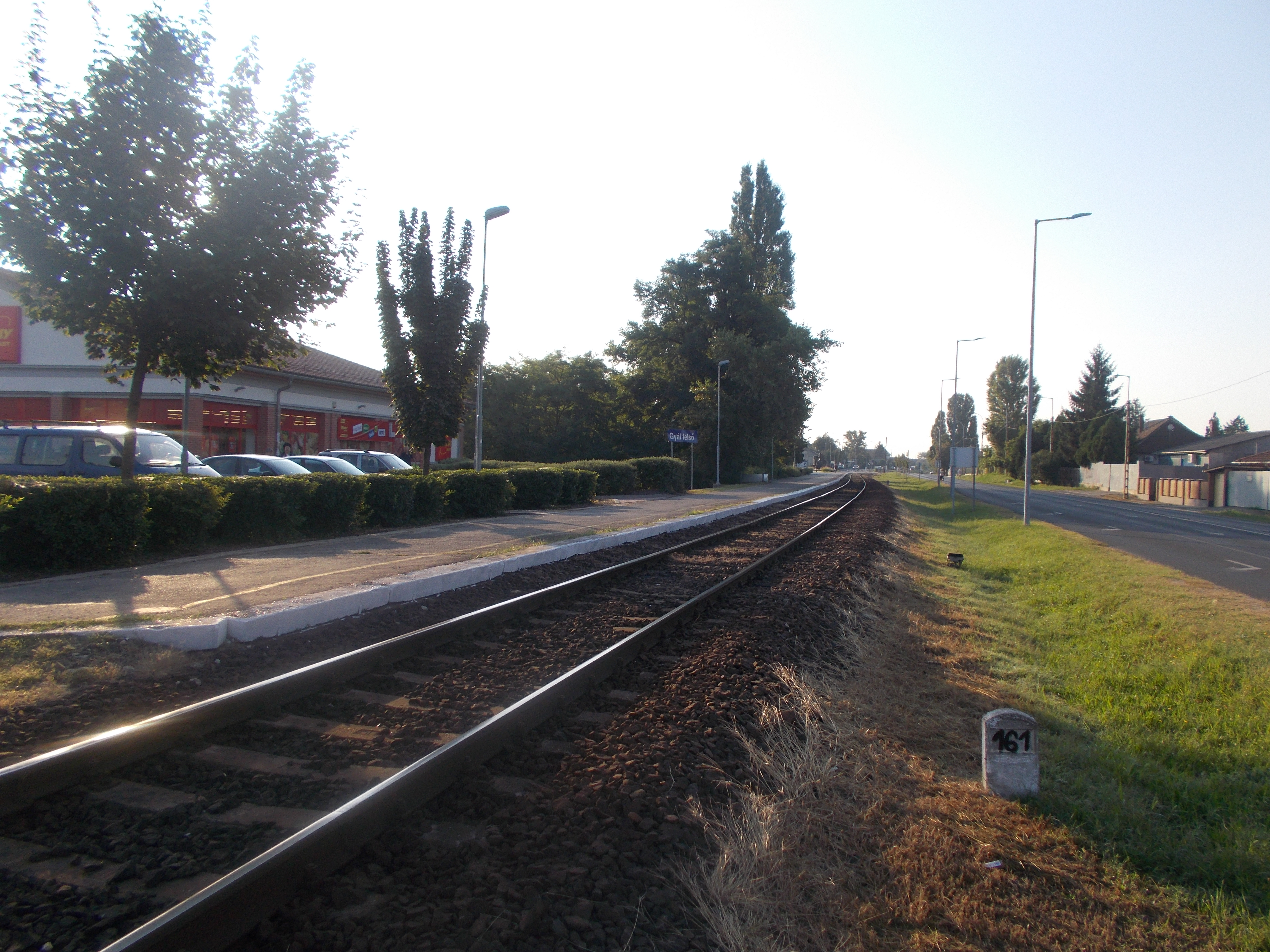
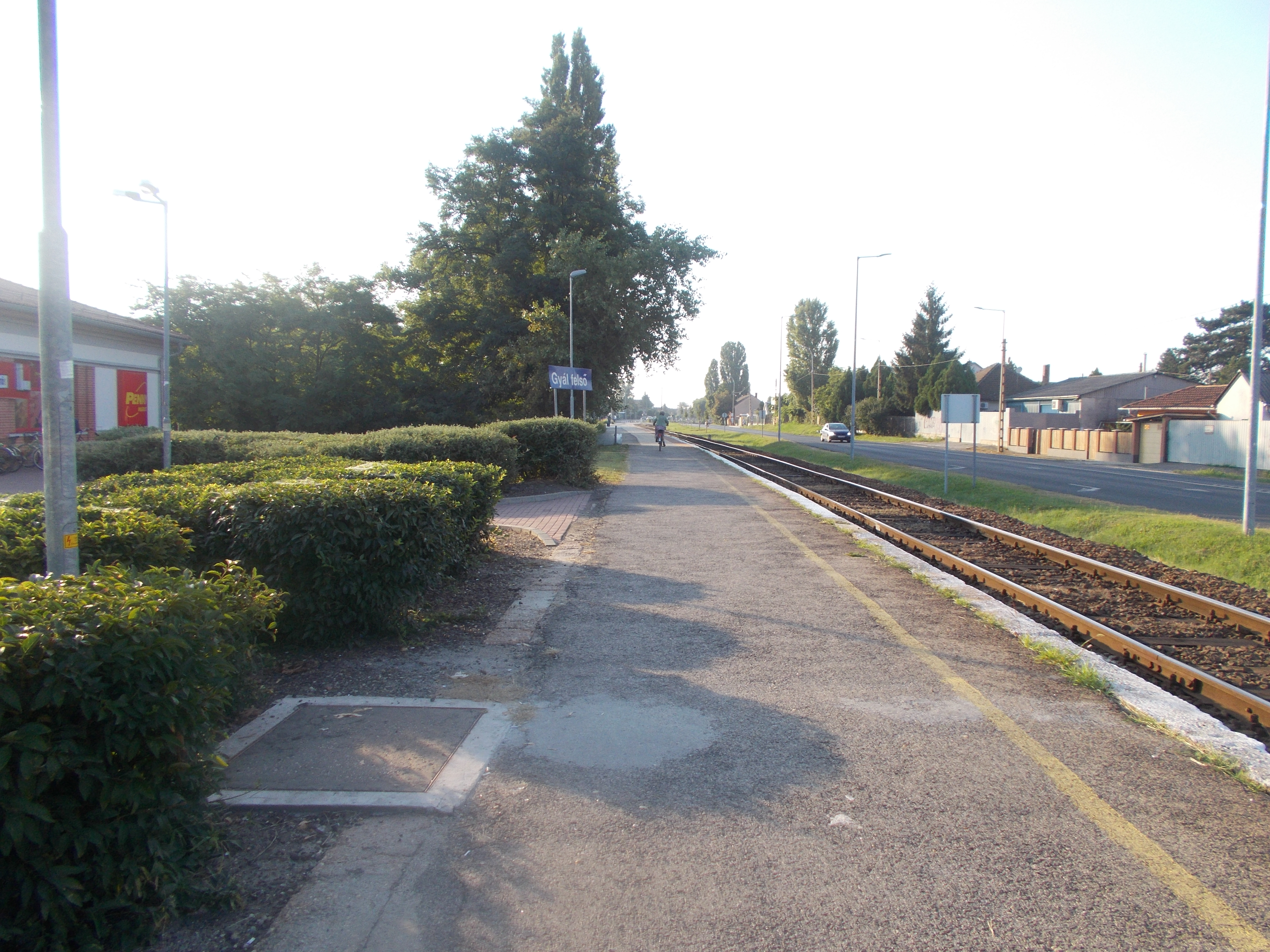
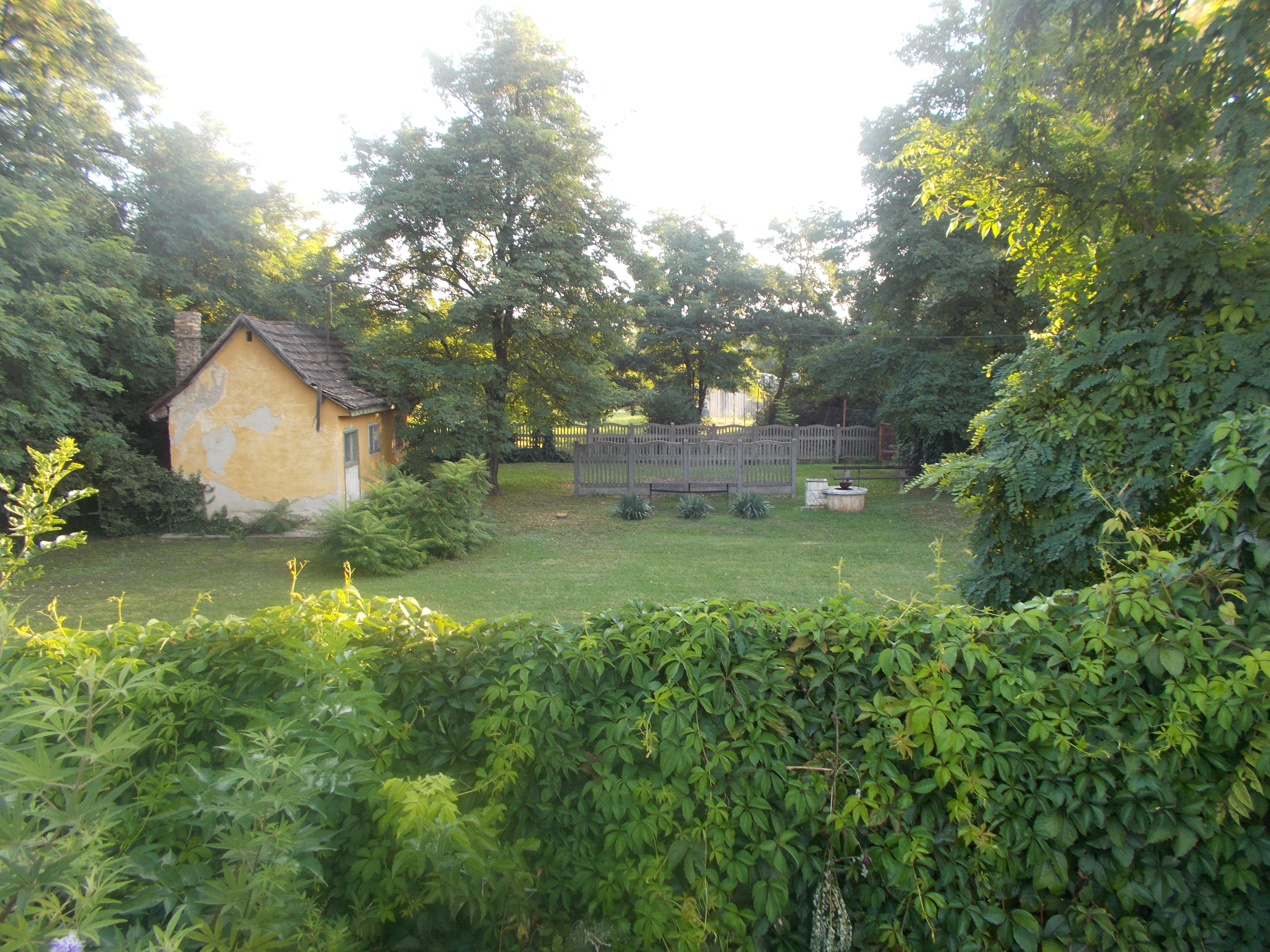
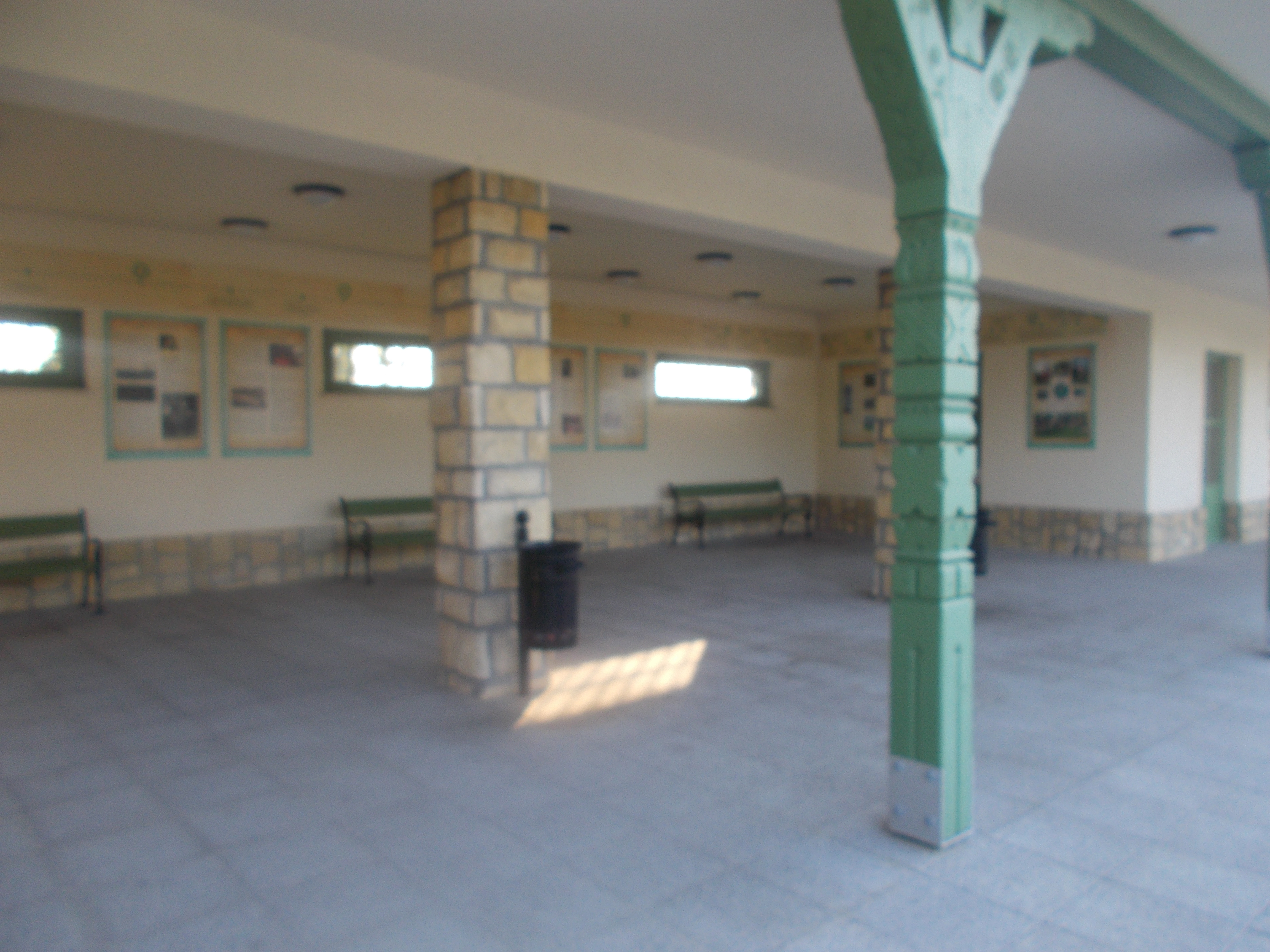
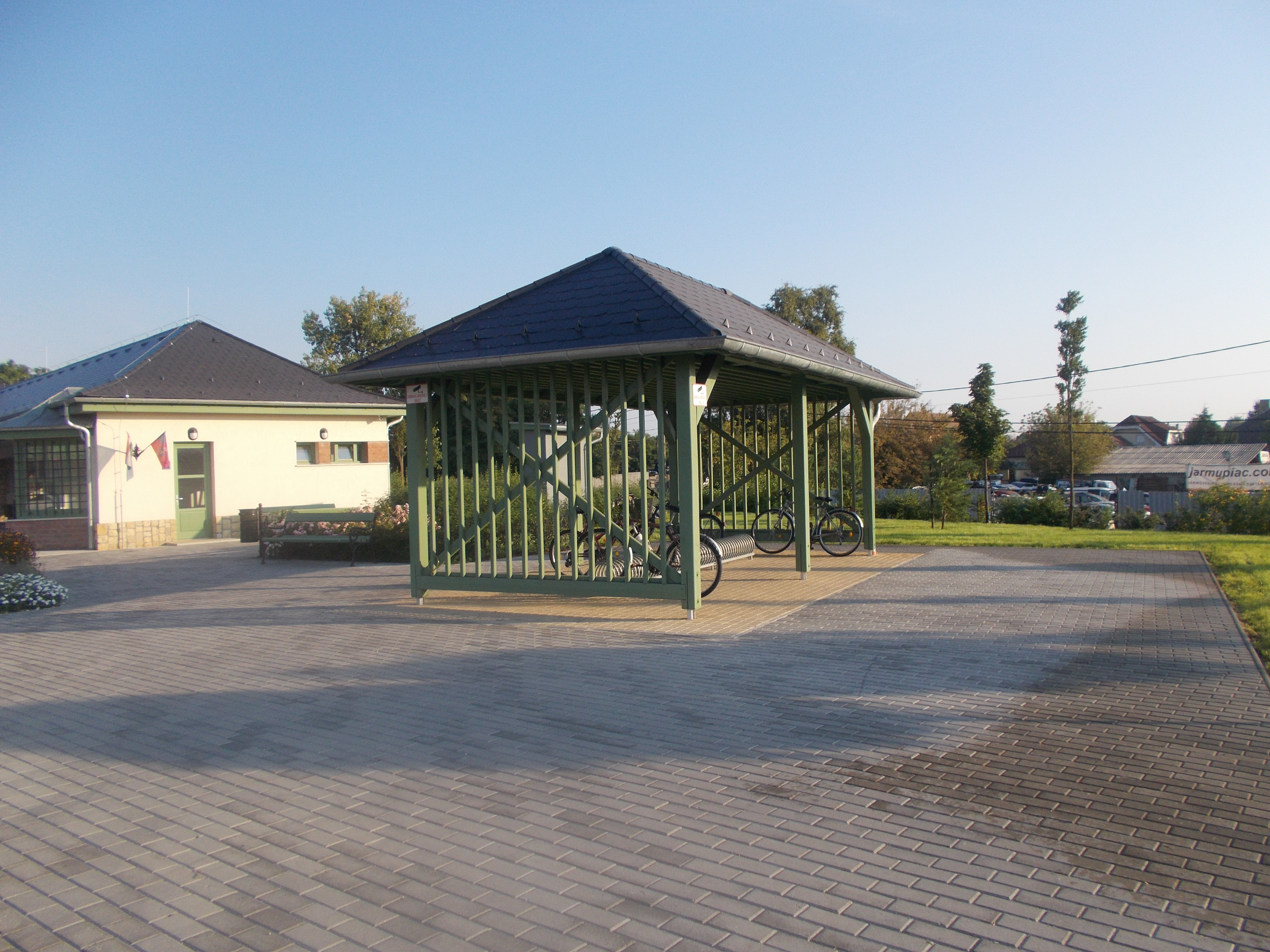
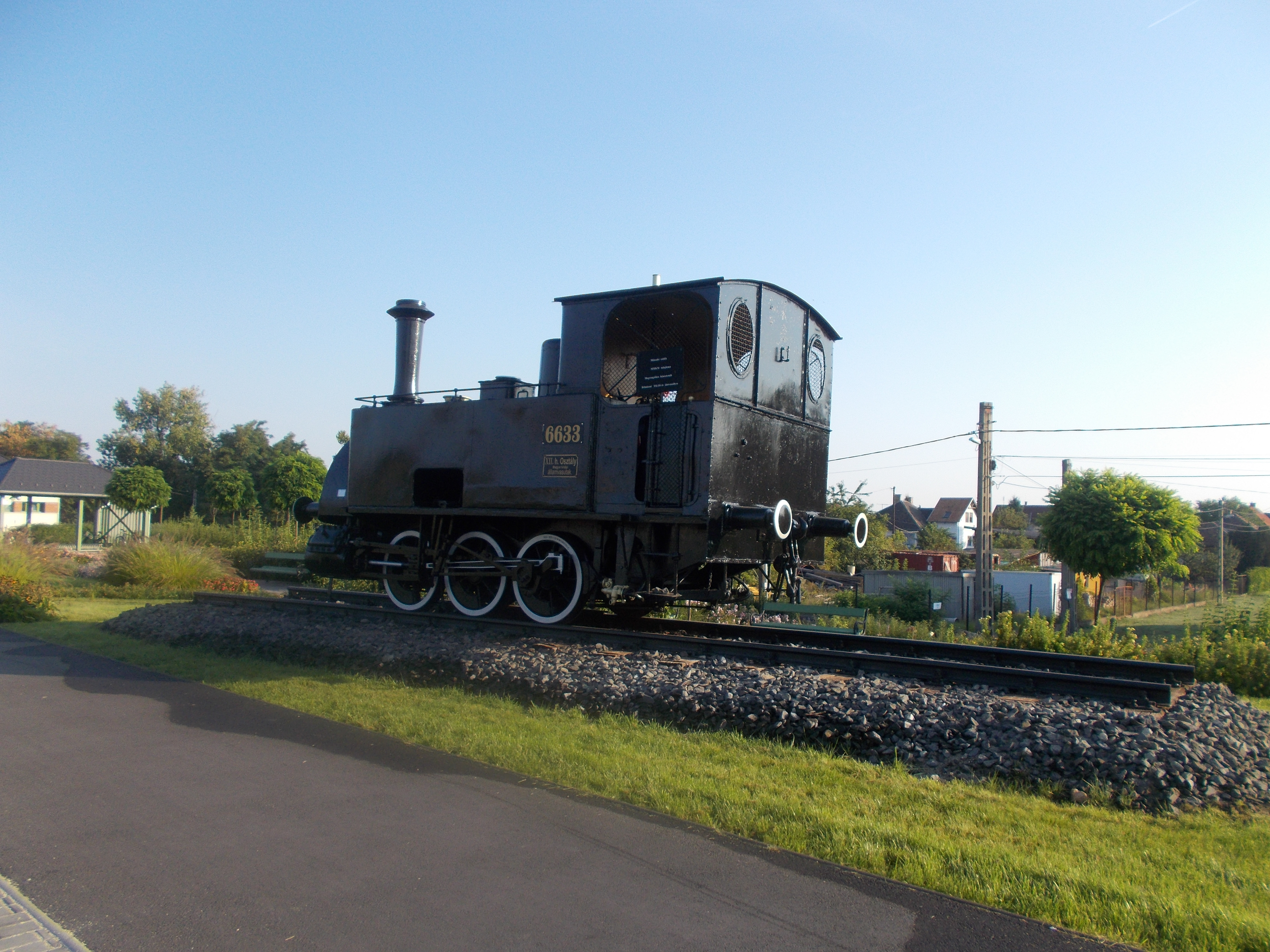

## Forgalom
| Járat | Útvonal | Gyakoriság                   |
| ----- | --- | ---------------------------- |
| S21   | Budapest-Nyugati – Zugló – Kőbánya alsó – Kőbánya-Kispest – Kispest – Pestszentimre felső – Pestszentimre – Gyál felső – Gyál – Felsőpakony – Ócsa – Inárcs-Kakucs – Dabas – (Gyón – Hernád – Örkény – Táborfalva – Felsőlajos – Lajosmizse – Lajosmizse alsó – Klábertelep – Felsőméntelek – Méntelek – Alsóméntelek – Nagynyír – Hetényegyháza – Úrihegy – Miklóstelep – Kecskemét-Máriaváros – Kecskemét alsó – Kecskemét) | Óránként                     |
| S21   | Ócsa → Felsőpakony → Gyál → Gyál felső → Pestszentimre → Pestszentimre felső → Kispest → Kőbánya-Kispest | Munkanapokon 2 Budapest felé |